# Karl Lindeberg

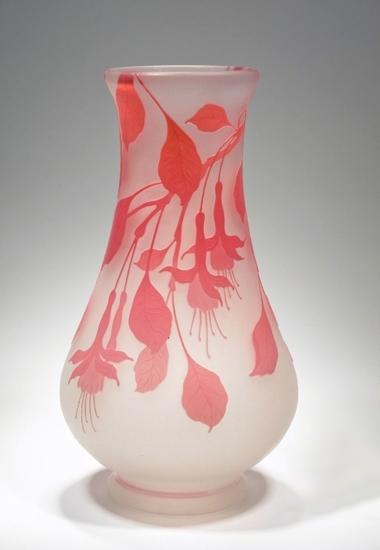
Glasvas formgiven av Karl Lindeberg, möjligen tillverkad 1909 för Kosta.

Karl Lindeberg, född 1877, död 1931, var en svensk glasgravör och formgivare vid Kosta glasbruk.
Lindeberg utförde bland annat överfångsglas i jugend, dels efter egen design och dels efter ritningar av Alf Wallander och Gunnar G:son Wennerberg.